# 2018年冬季奧林匹克運動會雪橇比賽
2018年冬季奥林匹克运动会雪橇比赛於2月10日至15日在南韓平昌阿尔卑西亚滑行中心舉行。本屆賽事共設四個項目。

## 賽程
以下是全部項目賽程：
以下時間均為韩国标准时（UTC+9）
| 日期    | 时间        | 项目                 |
| ------- | ----------- | -------------------- |
| 2月10日 | 19:10-22:45 | 男子单人第1次和第2次 |
| 2月11日 | 18:50-22:45 | 男子单人第3次和第4次 |
| 2月12日 | 19:50-22:45 | 女子单人第1次和第2次 |
| 2月13日 | 19:30-22:45 | 女子单人第3次和第4次 |
| 2月14日 | 20:20-22:45 | 双人第1次和第2次     |
| 2月15日 | 21:30-22:45 | 混合团体接力         |

## 獎牌榜
| 排名 | 国家／地区    | 金牌 | 银牌 | 铜牌 | 總數 |
| ---- | ------------- | ---- | ---- | ---- | ---- |
| 1    | 德国（GER）   | 3    | 1    | 2    | 6    |
| 2    | 奥地利（AUT） | 1    | 1    | 1    | 3    |
| 3    | 加拿大（CAN） | 0    | 1    | 1    | 2    |
| 4    | 美国（USA）   | 0    | 1    | 0    | 1    |
|      | 總計          | 4    | 4    | 4    | 12   |

## 獎牌得主
| 項目              | 金牌                                                                                    | 金牌     | 银牌                                                                          | 银牌     | 铜牌                                                                          | 铜牌     |
| 男子單人 （詳細） | 达维德·格莱舍尔 · 奥地利（AUT）                                                         | 3:10.702 | 克里斯·馬茲澤爾 · 美国（USA）                                                 | 3:10.728 | 约翰内斯·路德维希 · 德国（GER）                                               | 3:10.932 |
| 女子單人 （詳細） | 纳塔莉·盖森贝格尔 · 德国（GER）                                                         | 3:05.232 | 达亚娜·艾特贝格尔 · 德国（GER）                                               | 3:05.599 | 亚历克丝·高夫 · 加拿大（CAN）                                                 | 3:05.644 |
| 雙人 （詳細）     | 德国（GER） · 托比亚斯·文德尔 · 托比亞斯·阿爾特                                         | 1:31.697 | 奥地利（AUT） · 彼得·彭茨 · 格奥尔格·菲施勒                                   | 1:31.785 | 德国（GER） · 托尼·埃格特 · 萨沙·贝内肯                                       | 1:31.987 |
| 團體接力 （詳細） | 德国（GER） · 纳塔莉·盖森贝格尔 · 约翰内斯·路德维希 · 托比亚斯·文德尔 · 托比亞斯·阿爾特 | 2:24.517 | 加拿大（CAN） · 亚历克丝·高夫 · 塞缪尔·埃德尼 · 特里斯坦·沃克 · 賈斯汀·史尼絲 | 2:24.872 | 奥地利（AUT） · 马德琳·埃格勒 · 达维德·格莱舍尔 · 彼得·彭茨 · 格奥尔格·菲施勒 | 2:24.988 |

## 參賽國家和地區
共有來自24個（包括俄羅斯奧林匹克運動員在內）國家和地區的110位運動員參賽本屆賽事。
- 阿根廷（1）
- （1）
- 奥地利（10）
- 保加利亚（1）
- 加拿大（8）
- 克罗地亚（1）
- 捷克（6）
- （1）
- 德国（10）
- 英国（2）
- 印度（1）
- 意大利（9）
- （1）
- 拉脱维亚（10）
- 俄罗斯奥林匹克运动员（8）
- 波兰（6）
- 罗马尼亚（5）
- 斯洛伐克（5）
- 斯洛文尼亚（1）
- 韩国（5）
- 瑞士（1）
- 中华台北（1）
- 乌克兰（6）
- 美国（10）